# Harvey (cráter)
Harvey es un cráter de impacto que se encuentra en la cara oculta de la Luna, a caballo sobre el borde oriental del cráter mucho más grande Mach; las rampas exteriores de Harvey se extienden sobre el fondo de Mach. A cierta distancia al norte de Harvey se halla el cráter Joule, y a una distancia similar al este-sureste se localiza Kekulé.
El borde de Harvey está levemente erosionado, con un pequeño cráter localizado en la parte occidental del suelo interior. Presenta un pico central bajo en su punto medio. El  material del sistema de marcas radiales de Joule T al norte cruza casi por completo el fondo de Harvey, atravesando su centro hacia el lado occidental.